# Andrés Arauz
Andrés Arauz Galarza (Quito - 6 de fevereiro de 1985) é um político e economista equatoriano. De 2015 a 2017 foi Ministro do Conhecimento e Talento Humano durante a presidência de Rafael Correa.
Nasceu em Quito e se formou em Ciências pela Universidade de Michigan  e fez doutorado em Economia pela Universidade Nacional Autônoma do México.
Ele também atuou como Ministro da Cultura em março e abril de 2017, após a renúncia de Raúl Vallejo. Em agosto de 2020 anunciou que seria candidato a presidente nas eleições gerais de 2021, marcadas para 7 de fevereiro daquele ano. Ele faz parte da coalizão de esquerda Unión por la Esperanza (UNES), que é apoiada por Correa e seus aliados.
Em 2017 deixou seus cargos devido à assunção da presidência por Lenín Moreno. Fundou o Observatório da Dolarização dedicado à divulgação de ensaios e investigações sobre o tema da dolarização de várias economias nacionais e seus efeitos. Anteriormente, ele começou seus estudos de doutorado em economia financeira na Universidade Autônoma do México. Ele é membro do Conselho Executivo de Progresso Internacional.

## Carreira política

### Candidatura presidencial de 2021

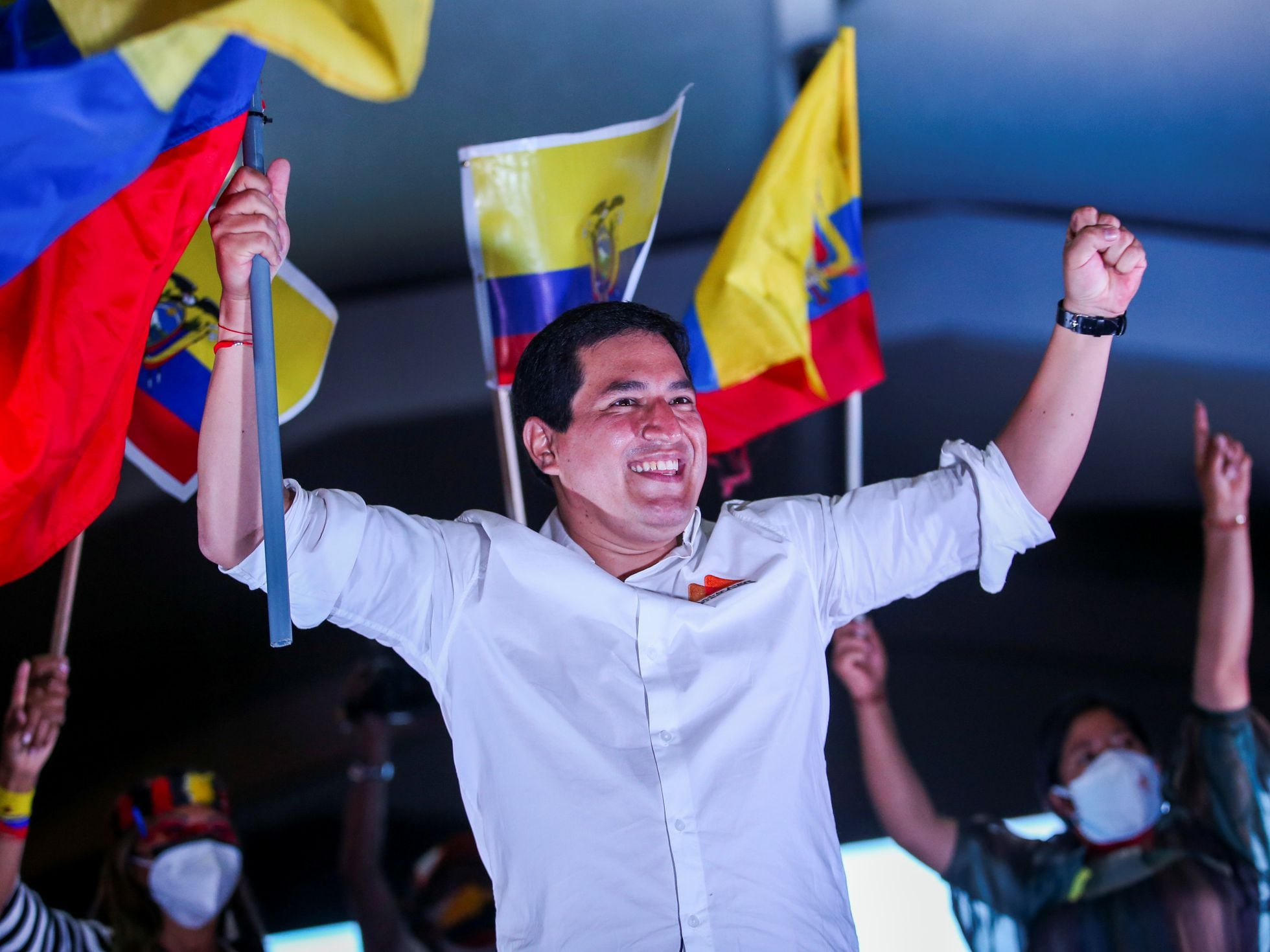
Andrés Arauz no encerramento da campanha presidencial 2021

Em 18 de agosto de 2020, a coalizão política Unión por la Esperanza (UNES), que inclui em suas fileiras as organizações políticas Movimento Revolução Cidadã e Centro Democrático, anunciou que Arauz seria seu candidato a Presidente do Equador nas eleições marcadas para 7 de fevereiro de 2021. Acompanhando Arauz como companheiro de chapa estaria Rafael Correa, que havia sido presidente de 2007 a 2017. No entanto, a sua aceitação da posição foi rejeitada pelo Conselho Nacional Eleitoral, que argumentou que se tratava de mero procedimento e não de motivação política, visto que Correa se recusou a regressar ao país e cumprir uma pena de prisão de 8 anos por corrupção. Os tribunais também o impediram de ocupar um cargo político por 25 anos. Ele agora reside na Bélgica.